# یانگ زی (بازیکن تنیس روی میز)
یانگ زی (انگلیسی: Yang Zi؛ زادهٔ ۱۹ ژوئن ۱۹۸۴) بازیکن تنیس روی میز اهل سنگاپور است. 
او در مسابقات کشوری و بین‌المللی در مجموع برنده ۱۴ مدال طلا، ۳ مدال نقره، ۶ مدال برنز شده‌است.